# La Muntada (Sant Llorenç Savall)
La Muntada és una obra del municipi de Sant Llorenç Savall (Vallès Occidental) protegida com a bé cultural d'interès local.

## Descripció
Masia amb diferents cossos adossats, els quals salven el desnivell de la muntanya. Consten de planta baixa i un o dos pisos i les cobertes són a un vessant. Les obertures són de llinda. Està molt restaurada.

## Història
És un dels masos més antics de la vall d'Horta. Era propietat d'un dels senyors del castell de Pera (segle XI-XII). Fou fill del mas Joan Muntada (Minyó de Sant Llorenç Savall), famós bandoler de la quadrilla d'en Perot Rocaguinarda (segle XVII). Hi destaquen el rellotge de sol, l'era i un parell de finestrals de pedra i mur. Va ser adquirida per la Diputació de Barcelona l'any 1998.